# Grupo 5 (orquesta)
Grupo 5 es una banda peruana de cumbia y merengue fundada el 31 de enero de 1973 en la ciudad de Monsefú. Sus líderes, actualmente, son los hermanos: Elmer, Andy y Christian, hijos de Elmer Yaipén Uypan, fundador junto a su hermano Víctor.
A causa de la obtención de diversos premios y otros varios discos de oro por sus producciones discográficas, el Grupo 5 es considerado como el Grupo de Oro del Perú.
Es una de las orquestas que influenció la cumbia peruana norteña a finales de los años 1990, junto a Agua Marina y Armonía 10.
En 2020, la revista estadounidense Billboard lo incluyó en su lista «15 Peruvian Artists to Have on Your Radar» («15 artistas peruanos para tener en tu radar»), y lo calificó como «uno de los grupos de cumbia más populares del Perú».

## Historia

### Fundación e inicios (1973-1982)
La banda fue fundada por los hermanos Elmer y Víctor Yaipén Uypan en Monsefú, en la provincia de Chiclayo el 31 de enero de 1973. A su natal pueblo llegaban cancioneros de México, en grupos: Grupo 1, 2, 3, 4 y 6 por lo que decidieron nombrarla Grupo 5, que alude al cancionero que nunca llegó.
Inicialmente se dedicaron e interpretar baladas, con 5 integrantes: Un vocalista, primera y segunda guitarra, piano y batería. Debido al éxito de los sencillos «No pongas ese disco» y «Recuérdame», se publicaron dos álbumes del mismo nombre, en 1980 y 1981 respectivamente, bajo el sello Infopesa. En el caso de No pongas ese disco, se realizó otra versión con el sello Micsa de Argentina.

### Cambio de género (1983-1998)
Cuando la cumbia peruana se asentaba con las bandas Agua Marina y Armonía 10, se estrenó su tercer disco con Infopesa, El show internacional del Grupo 5, el primero de cumbia, que contenía además baladas y música disco. El cuarto y último álbum con Infopesa y el productor Alberto Maraví fue Sueño contigo, con la mitad del repertorio de cumbia y un mix de música disco. Tras el buen recibimiento, la cumbia encabezó la banda hasta la actualidad.
La orquesta participó locamente en eventos sociales y compuso canciones como «Tormenta», que en 1983 consiguió su disco de oro en el país, «Pagarás», «Sueño contigo» y «Amigo». En 1994 comenzó a realizar conciertos en países vecinos para internacionalizarse, para entonces, Elmer conoció a Lisandro Meza, quién contribuyó en la difusión musical en el norte de Sudamérica.
En 1995 se incorporan a la banda los hijos de Elmer Yaipén: Elmer Jr. y Andy.

### Fallecimiento de Elmer Yaipén Uypan (1999)
El 9 de noviembre de 1999 Elmer Yaipén Uypan sufrió un accidente de tránsito, mientras viajaba desde San Antonio de Chiclayo hacia Monsefú, aproximadamente a las cuatro de la madrugada. Yaipén Uypán manejaba acompañado de su hijo Elmer Yaipén Quesquén y otros tres familiares, cuando en una curva apareció un camión de cemento que colisionó con su auto. Elmer padre falleció, mientras que su hijo Elmer Jr. resultó herido.
El día del sepelio, el cortejo fúnebre de Elmer Yaipén Uypan fue acompañado por cerca de 30 mil personas.

### Resurgimiento (2006-2017)
En 2006, el conjunto resurge bajo la producción de Elmer Jr., él y su hermano Andy compraron los derechos de algunas canciones compuestas por Estanis Mogollón. Con ello la agrupación estrenó musicales de estilo bailable como «Motor y motivo», «Te vas», «Adiós amor», «Quién cura», «Morir de amor», «Me enamoré de ti y qué», «Me olvidé de tu amor», «El tao tao», entre otros. Posteriormente, parte de sus canciones fueron cedidas por el cantante chileno Américo, para su popularización fuera del país.
En 2008 la orquesta viaja por primera vez al Japón para una gira nacional. Además que participaron en el Festival Peruano de Nueva Jersey, en Estados Unidos.
En una visita a la Argentina, el programa sábados de pasión de la conductora Marcela Baños la apodó como «embajadores de la cumbia peruana».
Para mediados de 2010 después de su concierto de aniversario que reunió a diez mil espectadores, realizaron una gira por Estados Unidos, denominada Puro Corazón 2010.
En 2012 grabaron la canción «El ritmo de mi corazón», compuesto por Gian Marco.
En 2013, por motivo del cuadragésimo aniversario de la orquesta, realizaron una gira en Bolivia, Australia y algunos países de Europa.

### Ingreso de Christian Yaipén como vocalista (desde 2015)
Para 2015 Christian Yaipén, hijo menor de Elmer, después de iniciarse como artista recurrente en 2008, asume el rol de vocalista principal de la agrupación, tras graduarse en escritura de música contemporánea y producción en el Berklee College of Music. Desde poco después, el grupo firmaría con la distribuidora ONErpm.
En 2019 lanzaron el tema de la canción "Una Noche Contigo" y «Sobredosis» con el músico colombiano Alberto Barros.
Pese a las restricciones por la pandemia de COVID-19, que les obligó a cancelar giras nacionales, al año siguiente fueron galardonados con el premio Luces por el mejor concierto streaming realizado en el año 2020. En diciembre de 2021 los integrantes fueron invitados a realizar una transmisión especial de Año Nuevo por Latina Televisión, convirtiéndose en tendencia en redes sociales.
En el 2022 realizaron tres conciertos en el Anfiteatro del Parque de la Exposición en un concierto denominado "Noche de Oro" el cual marco un récord de ventas de 15 minutos de venta de todas las entradas. En este concierto hubo artistas invitados entre los cuales se encontraban: Luis Enrique, Eddy Herrera, Noel Schajris, Gian Marco, Daniela Darcourt, Mariana Seoane, Ángela Leiva, José Alberto el Canario, Mauricio Mesones y Agua Marina.
En 2023 realizaron tres conciertos en el Estadio San Marcos para conmemorar su 50 aniversario, logrando marcar un hito en la cumbia peruana al ser el único grupo en reunir más de 150 mil personas. Además hubo invitados sorpresa en los que se encontraban Daniela Darcourt, Gian Marco, Noel Schajris, Eddy Herrera, Raúl Romero, Ezio Oliva, Mauricio Mesones, Maricarmen Marín, César Vega, Eva Ayllón y Ángela Leiva. Además, se anunció una nueva interpretación de «Eres mi bien» con Noel Schajris.
En 2024, Grupo 5 estuvo posicionado en la máxima posición en la lista Billboard Perú por varias semanas, lo que la revista lo catalogó como el  «grupo de la temporada».
Ese mismo año, realizaron tres conciertos en el Estadio Nacional de Lima, conmemorando el 51 aniversario de fundación del grupo, repitiendo los conciertos que realizaron el año anterior. Al concierto llegaron figuras nacionales e internacionales como: Eva Ayllón, Eddy Herrera, Fonseca, Mike Bahía, Guaynaa y Ráfaga. Asimismo, el grupo anunció que grabarían los temas "Tu no eres un ángel" con Mike Bahía y Guaynaa y "Canto a la vida" con Fonseca.

## Participación en otros ámbitos
El 11 de junio de 2009 se estrena la película biográfica del conjunto, que lleva por título Motor y motivo, dirigida por Enrique Chimoy Sierra. 
El 1 de febrero de 2010 la productora Del Barrio Producciones, de Michelle Alexander, estrena la miniserie y telenovela biográfica Puro corazón. Emitida por América Televisión, tuvo buena acogida con alta cifras de sintonía desde su primer episodio.
En 2021 el vocalista Christian Yaipén debutó en La voz Perú como coentrenador del equipo de Eva Ayllón. Por sugerencia de Ayllón, Yaipén es posteriormente presentado como entrenador en La voz Kids.
En 2022 reaparece en La voz Perú como entrenador. Y en el 2023 en la edición de La Voz Generaciones campeona junto a su equipo con la participación de Los Dávila.

## Miembros

### Fundadores
| Miembro             | Rol                    | Periodo | Periodo |
| Miembro             | Rol                    | Inicio  | Final   |
| ------------------- | ---------------------- | ------- | ------- |
| Elmer Yaipén Uypan  | Cofundador y vocalista | 1973    | 1999    |
| Víctor Yaipén Uypan | Cofundador y vocalista | 1973    | 1994    |

### Líderes y delantera
| Miembro              | Rol                              | Periodo | Periodo  |
| Miembro              | Rol                              | Inicio  | Final    |
| -------------------- | -------------------------------- | ------- | -------- |
| Elmer «Chico» Yaipén | Productor general y bajista      | 1996    | presente |
| Andy Yaipén          | Director musical y percusionista | 1996    | presente |
| Christian Yaipén     | Vocalista e ingeniero de sonido  | 2008    | presente |
| Pedro Loli           | Vocalista                        | 2020    | presente |
| Pepe Menis           | Animador                         | 2002    | presente |
| Thony Valencia       | Vocalista                        | 2023    | presente |

### Músicos
| Miembro         | Instrumento         |
| --------------- | ------------------- |
| Carlos Quiroga  | 1era trompeta       |
| Billy Bautista  | 2da trompeta        |
| Javier López    | 1er trombón         |
| Ángel Reupo     | 2do trombón         |
| Paúl Yaipén     | Guitarra eléctrica  |
| Norberto Segura | Batería electrónica |
| Anghelo Saba    | Teclado             |
| Alonso Chozo    | Congas              |
| Paulo Sánchez   | Bajo y baby bass    |

### Anteriores miembros
Nota: Los integrantes señalados en esta sección fueron omitidos en la discografía de la agrupación, cuando en 2024 se decidió eliminar vídeos interpretados por antiguos miembros bajo motivos comerciales.
| Miembro                | Rol                          | Periodo | Periodo |
| Miembro                | Rol                          | Inicio  | Final   |
| ---------------------- | ---------------------------- | ------- | ------- |
| Dantes Cardosa         | Vocalista                    | 2011    | 2016    |
| Edu Lecca              | Vocalista                    | 2018    | 2019    |
| Josimar Fidel          | Vocalista                    | 2010    | 2011    |
| Kike Farro             | Vocalista                    | 1991    | 2021    |
| Toño Sosaya            | Vocalista                    | 2008    | 2011    |
| Tommy Portugal         | Vocalista                    | 2008    | 2008    |
| Lucho Paz              | Vocalista                    | 1984    | 1994    |
| Lucho Paz              | Vocalista                    | 2012    | 2014    |
| Luis Manuel Valdiviezo | Vocalista                    | 2016    | 2020    |
| Luis Manuel Valdiviezo | Vocalista                    | 2021    | 2024    |
| Abel Garay             | Vocalista                    | 2021    | 2024    |
| Leonard León           | Vocalista                    | 2006    | 2007    |
| Leonard León           | Vocalista                    | 2010    | 2011    |
| Leonard León           | Vocalista                    | 2014    | 2015    |
| Marco Antonio Guerrero | Vocalista                    | 2006    | 2007    |
| Lucho Cuéllar          | Vocalista                    | 2006    | 2010    |
| Lucho Cuéllar          | Vocalista                    | 2011    | 2013    |
| John Kelvin            | Vocalista                    | 2007    | 2011    |
| Jairo Antonio          | Vocalista                    | 2013    | 2017    |
| Wilder Inoquio         | Vocalista                    | 1992    | 2002    |
| Marco Antonio Roldán   | Vocalista                    | 1994    | 1998    |
| Hans Delgado           | Vocalista                    | 1996    | 1998    |
| Paty Guevara           | Vocalista                    | 1996    | 1997    |
| Walter Yaipén          | Timbal y batería electrónica | 1973    | 2000    |
| Javier Yaipén          | Teclado                      | 1973    | 2000    |
| Jorge Uypán            | Bongoes                      | 1973    | 2005    |
| Lázaro Puicón          | Bajista                      | 1983    | 1998    |
| Kike Paz               | Vocalista                    | 1997    | 2012    |

## Discografía
| - 1980: No pongas ese disco - 1981: Recuérdame - 1983: El show internacional del... Grupo 5 - 1984: Sueño contigo - 1992: Corazón herido - 1994: Amarte hasta la muerte - 1995: Viva el amor - 1999: Quiero olvidarte - 2000: Así se goza con... Grupo 5 - 2005: Motor y motivo - 2007: La amante - 2009: Puro corazón - 2012: El ritmo de mi corazón - 2020: El ritmo de mi corazón (Versión remasterizada) - 2020: Llorar, llorar - 2006: Éxitos del 2006 - 2007: Éxitos 2007 - 2008: El fiestón del Grupo 5 - 2008: A gozar y bailar con... Grupo 5, vol. 1 - 2010: A gozar y bailar con... Grupo 5, vol. 2 - 2015: En vivo (2cds) - 2018: Elmer vive 2018 - 2019:"Elmer Vive 2019" - 2003: Lo nuevo y lo mejor del Grupo 5... no me dejes... en concierto - 2008: El fiestón del Grupo 5, en vivo - 2017: Elmer vive (en vivo) - 2018: Teatro Gran Rex - 2019: Live in Madrid - 2020: Elmer vive 2020 (en vivo) - 2022: El fiestón de Año Nuevo (en vivo) - 2023: Noche de oro (en vivo) |

## Recepción
Desde 2007, según la Asociación Peruana de Autores y Compositores (Apdayc), es la agrupación peruana con mayor recaudación de dinero. En 2010, se convirtió en una de las agrupaciones más rentables en el negocio de la música, con un aproximado de 3.5 millones de soles recaudados al año, según la agencia Andina. Desde 2020 es la banda de cumbia peruana más escuchada en Spotify a nivel mundial; así como el grupo de música tropical más escuchado del Perú en dicha plataforma.